# Don't Think They Know
Don't Think They Know è una canzone del cantante statunitense Chris Brown, pubblicata il 17 giugno 2013 ed estratta come secondo singolo dal suo sesto album X. Nel brano, prodotto da Moe Faisal e Mel & Mus, è stata introdotta una traccia vocale della cantante statunitense Aaliyah, morta nel 2001. La canzone ha raggiunto la posizione 81 nella Billboard Hot 100.

## Produzione
In origine, Don't Think They Know era un duetto di Aaliyah e Digital Black (membro del gruppo hip hop Playa), registrato nel 2001 e pubblicato nel 2005 nell'album Memoirs of a R&B Thug di Digital Black. La versione del 2013, che vede Chris Brown come cantante principale, presenta la traccia vocale di Aliyah di cui alcune parti sono quelle della canzone con Digital Black,

## Video musicale

### Composizione
Il video musicale prodotto per il singolo è stato girato a Los Angeles (California) e pubblicato il 17 giugno 2013. Nel video appare l'ologramma di Aaliyah, tratto da alcune scene di due video musicali della cantante: Try Again e If Your Girl Only Knew.

### Significato
I temi trattati sono la violenza e la guerra tra gang. Anche se il video è stato registrato con il filtro grigio, alcuni oggetti sono colorati in rosso o in blu; colori che probabilmente rappresentano i Bloods e i Crips, gang americane fondate a Los Angeles.
Nelle scene finali del video vengono commemorati il rapper statunitense Michael "Lil Frogg" Reshard, morto nel 2013 dopo una sparatoria e la cantante statunitense Aaliyah con la frase: Dear Aaliyah, we love and miss you. Thank you for inspiring us all (Cara Aaliyah, ti vogliamo bene e ci manchi. Grazie per aver ispirato noi tutti).